# 天王洲ファーストタワー
天王洲ファーストタワー（てんのうずファーストタワー）は、東京都品川区東品川の天王洲アイルの一角にある高層ビル。旧名称は「東京MIビル」。

## 概要
ビル内はオフィスが主体であるが、下層階には飲食店なども入居している。
1993年にはドラマ『誰にも言えない』（TBS）の収録が当ビルの屋上で行われ、オープニングのクレジットでは撮影協力者として当時の「東京MIビル」の名称で紹介された。

## 入居企業
- グリムス本社
- ワン・トゥー・テン・ホールディングス本社

## アクセス
- 東京臨海高速鉄道りんかい線・東京モノレール羽田線 天王洲アイル駅より徒歩1 - 2分程度。
- 品川駅より都営バス（品96系統）の「天王洲アイル」バス停、または都営バス・品98系統「新東海橋」下車。各バス停より徒歩1 - 2分程度。